# 東廣州
東廣州是北齐文宣帝天保三年(552)设立的州，原为南朝梁南兖州。北齐改南兖州为东广州，治广陵（今扬州市区），下置广陵、江阳2郡。南朝陈宣帝太建六年(574)，东广州入南朝，复称南兖州。